# Hierophanes chrysocrana
Hierophanes chrysocrana är en fjärilsart som beskrevs av Edward Meyrick 1930. Hierophanes chrysocrana ingår i släktet Hierophanes och familjen signalmalar. Inga underarter finns listade i Catalogue of Life.